# Siti Nurhaliza
Siti Nurhaliza binti Tarudin (Kuala Lipis, Pahang, 11 de enero de 1979) es una cantante pop, compositora, productora discográfica y empresaria malaya. Hasta la fecha, ha cosechado más de 200 premios locales e internacionales. Ella es también denominada como La Voz de Asia, cuando Alicia Keys por primera vez se la presentó con el título durante el MTV Asia Awards 2005 en Bangkok, debido a su voz soprano de las proezas vocales y los mayores logros a nivel local e internacional en Tailandia.

## Discografía

### Álbumes de estudio
- 1995: Siti Nurhaliza I
- 1996: Siti Nurhaliza II
- 1997: Cindai
- 1998: Adiwarna
- 1999: Seri Balas
- 1999: Pancawarna
- 2000: Sahmura
- 2001: Safa
- 2002: Sanggar Mustika
- 2003: E.M.A.S
- 2003: Anugerah Aidilfitri
- 2004: Prasasti Seni
- 2006: Transkripsi
- 2007: Hadiah Daripada Hati
- 2008: Lentera Timur
- 2009: Tahajjud Cinta
- 2011: All Your Love
- 2014: Fragmen

### Otros álbumes
- 1999: Seri Balas (duet album with Noraniza Idris)
- 2003: Anugerah Aidilfitri
- 2010: CTKD: Canda, Tangis, Ketawa, Duka (duet album with Krisdayanti)

### Álbum vida
- 1999: Konsert Live Siti Nurhaliza
- 2001: Konsert Mega Siti Nurhaliza, Bukit Jalil 2001
- 2002: Konsert Salam Terakhir Siti Nurhaliza - Untukmu Sudir
- 2004: Siti Nurhaliza Live In Concert 2004
- 2005: Siti Nurhaliza In Concert, Royal Albert Hall London

### Compilaciones de álbumes
- 2000: The Best of Siti Nurhaliza
- 2001: Melodi Kristal
- 2001: Penerima Anugerah Terbanyak (Most Awards Won Artiste)
- 2006: Cerita Cinta Siti Nurhaliza
- 2007: Klasik
- 2007: S.N. House Mix
- 2008: Permata Irama

### Otras compilaciones de álbumes
- 2008: 2 Diva (with Krisdayanti)
- 2008: Lebaran Bersama Siti & Teman-Teman

## Sencillos notables
- 1996: Jerat Percintaan, Mawarku
- 1997: Aku Cinta Padamu, Cindai, Wajah Kekasih
- 1998: Purnama Merindu
- 1999: Kau Kekasihku, Nian Di Hati, Hati Kama
- 2000: Balqis, Ya Maulai
- 2001: Percayalah
- 2002: Nirmala, Badarsila
- 2003: Bukan Cinta Biasa, Debaran Cinta, Ku Milikku, Janji Kasih
- 2004: Dialah Dihati , Pejam Matamu, Lagu Rindu
- 2005: Seindah Biasa
- 2006: Biarlah Rahsia
- 2007: Pastikan, Bisakah, Destinasi Cinta
- 2008: Ku Mahu, Melawan Kesepian, Wanita
- 2009: Di Taman Teman, Cinta Ini
- 2009: Ku Percaya Ada Cinta, Ketika Cinta
- 2010: Amarah, Hanya Dia, Dalam Diamku, Tanpamu

## Videografía

### Video álbumes
- 1998: CT Best
- 2000: The Best of Siti Nurhaliza
- 2001: CT Best 3
- 2001: CT Best 4
- 2003: CT Best 5
- 2003: CT Best 6
- 2003: CT Best 7
- 2004: CT Best 8
- 2008: 2 Diva (with Krisdayanti)

### Álbumes en vivo
- 1999: Konsert Live Siti Nurhaliza
- 2001: Konsert Mega Siti Nurhaliza, Bukit Jalil 2001
- 2002: Konsert Salam Akhir Siti Nurhaliza - Untukmu Sudir
- 2004: Secretaries Week Celebration 2004
- 2004: Siti Nurhaliza Live In Concert 2004
- 2005: Siti Nurhaliza In Concert, Royal Albert Hall London
- 2006: Konsert Akustik Siti Nurhaliza

### DVD
- 2006: Siti Nurhaliza In Concert, Royal Albert Hall London
- 2007: The Best of Siti Nurhaliza - DVD Karaoke

## Filmografía

### Televisión
| Año  | Título            | Personaje  | Notas              |
| ---- | ----------------- | ---------- | ------------------ |
| 2004 | Zaleha Ayam Patah | as herself | Cameo              |
| 2008 | Spa Q 2           |            | Special appearance |

### Teatro
| Año  | Título                | Personaje | Notas              |
| ---- | --------------------- | --------- | ------------------ |
| 2007 | P. Ramlee The Musical | Azizah    | Special appearance |

### Filmes
| Año  | Título      | Personaje             | Notas          |
| ---- | ----------- | --------------------- | -------------- |
| 2009 | Kelip-Kelip | Kunang-Kunang (voice) | Main character |